# Dean Benedetti

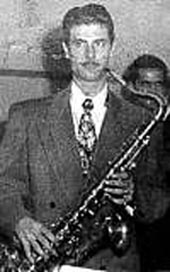
Dean Benedetti

Dean Benedetti (* 28. Juni 1922 vermutlich in Kalifornien; † 20. Januar 1957 in Italien) war ein US-amerikanischer Tenorsaxophonist. 
Dean Benedetti war stark von Lester Young beeinflusst. Nachdem er im Jahr 1945 eine Platte von Charlie Parker gehört hatte, fing er an, dessen Musik zu studieren und schließlich im Jahr 1947 ein Engagement Parkers im Hi-De-Ho Club mittels einer Bandmaschine aufzunehmen (was Ross Russell in seiner Charlie-Parker-Biografie über die wire spools schreibt, entspricht nicht der Wahrheit).
Benedetti kam im Jahr 1948 zusammen mit dem Posaunisten Jimmy Knepper (der später einer der Begleitmusiker von Charles Mingus werden sollte), von seiner Heimat Kalifornien nach New York. Benedetti nahm in diesem Jahr Charlie Parker insgesamt zweimal auf: Am 31. März (im „Three Deuces“) sowie am 7., 10. und 11. Juli (im „Onyx Club“).

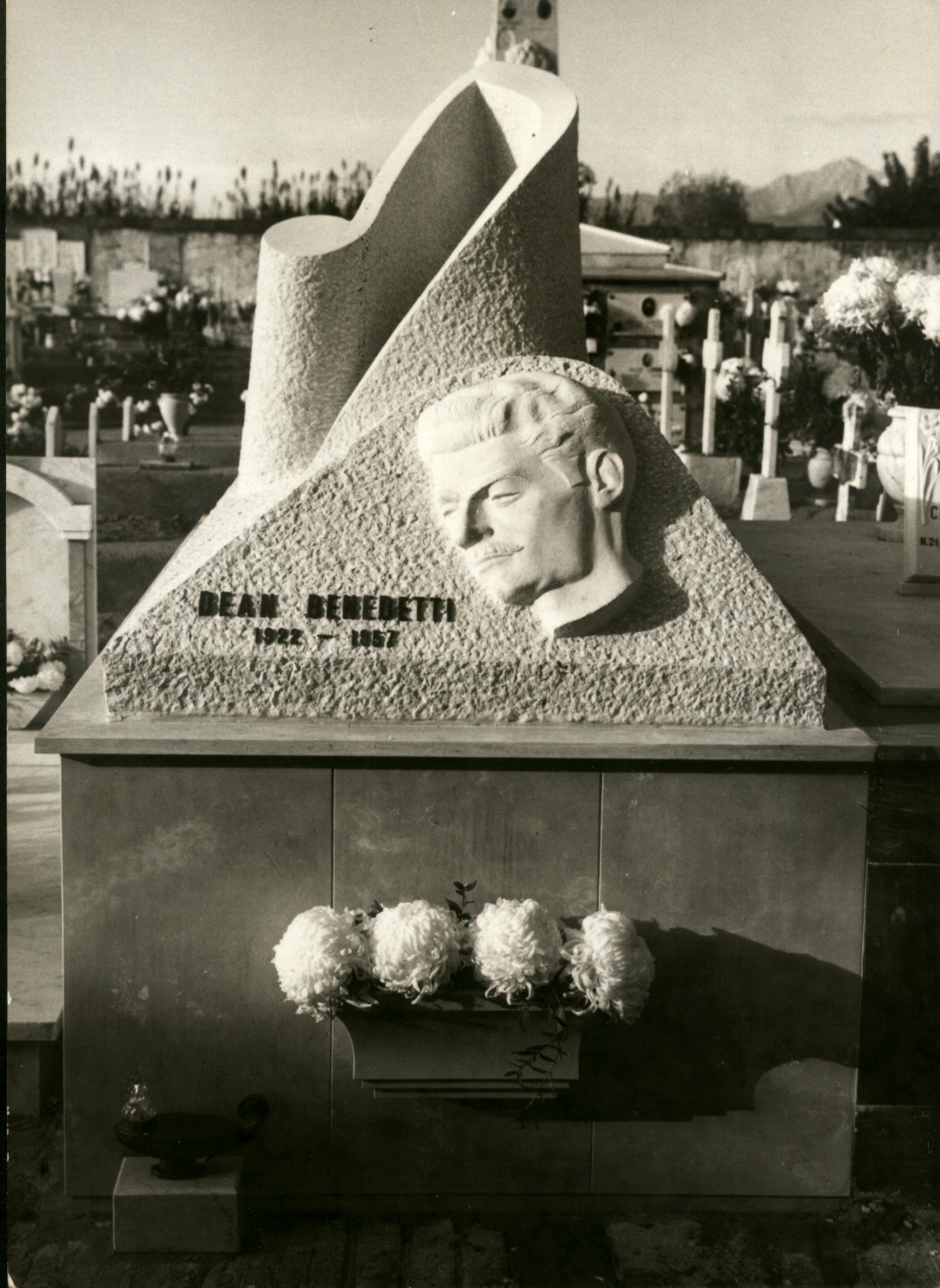
Grab von Dean Benedetti in Lago

Am Ende des Jahres 1948 kehrte Dean Benedetti nach Kalifornien zurück, wo er seine musikologischen Studien und seine Transkriptionen (nicht nur von Parker) bis zu seinem frühen Tod fortsetzte. Nachdem bei ihm eine seltene Muskelerkrankung diagnostiziert wurde, konnte er bald nicht mehr spielen. Im Jahr 1953 siedelte er nach Italien über, wo seine Eltern lebten und wo er im Jahr 1957 auch starb.

## Aufnahmen
- The Complete Dean Benedetti Recordings of Charlie Parker by Phil Schaap, Bob Porter, and Jim Patrick. Mosaic Records, 1990. (Titelliste) (Memento vom 13. Oktober 2004 im Internet Archive)
- Quelle: Reconstructing Dean Benedetti von Keith Henson.